# Heinrich Ankert
Heinrich Ankert (Litoměřice, 1870. május 17. – Fulda, 1954. május 19.) szudétanémet levéltáros, helytörténész, történész.

## Élete
Gimnáziumi tanulmányait szülővárosában végezte, ezután Bécsbe ment, ahol jogot, történelmet, levéltártudományt és művészettörténetet tanult. A 20. század elején visszatért Litoměřicébe, ahol Leitmeritz Zeitung című lap munkatársa lett. A városi levéltár és a helyi ipartestület múzeumának vezetője is volt. 1910-ben társalapítója volt a litoměřicei városi múzeumnak, amelynek első igazgatója lett. Egészen 1946-ig dolgozott. 1922 és 1945 közt mint Litoměřice krónikását ismerték, egész életét a város helytörténete tanulmányozásának szentelte. Noha sosem volt tagja a Nemzetiszocialista Német Munkáspártnak s kérelmezte a csehszlovák állampolgárságot, kérését nem teljesítették, s 1946-ban kitoloncolták az országból. Az akkor 76 éves Ankert feleségével együtt elhagyta a várost, Fuldába deportálták, ahol 1954-ben elhunyt.

## Válogatott munkái
- Kaiser Josef II. in Leitmeritz, O. o. 1902
- Die Baumeisterfamilie Broggio, 1902
- Die königlichen Richter der Stadt Leitmeritz, Schreiter, 1906
- Leitmeritz, Kraus, 1920
- Zur Geschichte der Leitmeritzer Volksschule, Leitmeritz, Pickert, 1920
- Der Leitmeritzer Gau, Kraus, 1921
- Heimatkunde des Bezirkes Leitmeritz: Unsere Naturdenkmäler, Heimatkunde-Ausschuss der Bezirkslehrervereine Leitmeriz-Lobositz-Auscha, Leitmeritz, 1922
- Das Stadttheater in Leitmeritz, K. Pickert, 1922
- 100 Jahre Leitmeritzer Stadttheater, Leitmeritzer heimatkundliche Arbeitsgemeinschaft, 1922
- Veröffentlichungen der Leitmeritzer Heimatkundlichen Arbeitsgemeinschaft. Leitmeritz, Pickert, 1922-1930.
- Kurze Geschichte der Stadt Leitmeritz, Heimatkunde-Ausschusses d. Bezirkslehrerinnen, 1923
- Geschichte des Feuerlöschwesens und der Freiwilligen Feuerwehr der Stadt Leitmeritz, Arbeitsgemeinschaft f. Heimatforschung, 1925
- 1227-1927 Stadt Leitmeritz., Leitmeritz, Verlag des Vereins zur Förderung der Stadt Leitmeritz, 1927
- Zur Erinnerung an die Enthüllung der Banér-Erbach-Gedenktafel in Leitmeritz am 22. Juni 1930, Arbeitsgemeinschaft f. Heimatforschg, 1930
- 700 Jahre Stadtkirche Allerheiligen in Leitmeritz, Pickert, 1935
- Anno dazumal: Seltsames u. Seltenes aus der nordböhmischen Heimat, Heinz Rzehak, 1939
- Aus einer kleinen Residenz, Rzehak, 1941
- Ein Rundgang durch Leitmeritz an der Elbe, Kammwegverlag, 1952